# Secunda (Exapla)
La Secunda è una traslitterazione in caratteri greci del testo ebraico della Bibbia ebraica, ed è il più antico testo ebraico coerente ancora esistente. 
Come tale è un importante strumento per la filologia ebraica, in particolare per lo studio della fonologia dell'Ebraico biblico.
È la seconda colonna della Exapla: la comparazione tra Bibbia ebraica e versioni greche compilata da Origene.

## Attribuzione
È ancora dibattuto il fatto che la Secunda sia opera di Origene piuttosto che di un contemporaneo, oppure sia una copia di un testo preesistente.
Alcuni suppongono che Origene stesso scrisse il testo, forse aiutato da ebrei.
Altri suppongono che la Secunda sia un testo preesistente aggiunto alla Exapla come un aiuto per il lettore. 
Ci sono prove del fatto che gli ebrei del tempo facevano ricorso a trascrizioni, per esempio un passaggio del Talmud di Gerusalemme descrive come gli ebrei di Cesarea avrebbero confuso il tetragrammaton con il graficamente simile <πιπι>, suggerendo l'utilizzo di testi trascritti con il tetragrammaton mantenuto in caratteri ebraici. 
Ci sono anche prove fonetiche che la Secunda è un testo preesistente:
all'epoca di Origene <η αι> erano pronunciate [iː ɛː], una fusione che era già iniziata attorno al 100 a.C., mentre nella Secunda vengono utilizzate per rappresentare le ebraiche /eː aj/.

## Ortografia
Nel testo della Secunda sono usati vari segni diacritici dell'alfabeto greco:
Un ¨ è usato sul carattere iota (<ι> diventa <ϊ>) ogni volta che la iota ricorre dopo una vocale, eccetto quando <ει> indica /iː/;
in ebraico questo è completamente indipendente dal fatto che il segmento sia consonantico o vocalico, come dimostrano i seguenti esempi:
<αλαϊ> = tiberiense /ʕaːlaj/
<φεδιων> = tiberiense /piðjoːn/
la dieresi è un'aggiunta successiva, dell'VIII o IX secolo, alla Secunda.
L'uso dei segni diacritici di spirito aspro e dolce non segue un modello evidente; per esempio, confronta 
<ἀμιμ> = tiberiense /ʕamːiːm/
con 
<ἁφαρ> = tiberiense /ʕaːfaːr/
anche questi segni sono un'aggiunta dell'VIII o IX secolo.
L'uso di accenti nella Secunda non corrisponde a quello dell'ebraico tiberiense, la loro presenza resta un enigma.
| Vocali originali: | Vocali originali: | a       | i       | u       | aː        | iː        | uː         |
| Secunda           | lungo             | aː α    | eː η    | oː ω    | aː/oː α/ω | iː/eː ι/η | uː/oː ου/ω |
| Secunda           | corto             | æ α     | e ε     | o ο     |           |           |            |
| Secunda           | ridotto           | ə α/ε/- | ə α/ε/- | ə α/ε/- |           |           |            |